# Млечник ароматный
Мле́чник арома́тный (лат. Lactárius glyciósmus) — гриб рода Млечник (Lactarius) семейства Сыроежковые (Russulaceae). Условно-съедобен.

## Описание
- Шляпка ∅ 3—6 см, вначале выпуклая, затем уплощённая со вдавленным центром до воронковидной, с подвёрнутым краем, телесно-серого цвета. Кожица сухая, опушённая
- Пластинки слабо низбегающие, частые, тонкие, телесного цвета.
- Споровый порошок кремовый. Споры эллипсоидные, 7—8 × 6—7 мкм, орнаментированные.
- Ножка ∅ 0,5—1 см, высотой примерно равна или чуть больше диаметра шляпки, гладкая, рыхлая, с возрастом становится полой, светлее шляпки.
- Мякоть белая, пресная, с острым послевкусием, имеет кокосовый запах.
- Млечный сок белый, на воздухе окраски не изменяет

### Изменчивость
Цвет шляпки варьирует от охристо- или сиреневато-серого до розово-коричневого. Пластинки могут быть с сероватым или розоватым оттенком.

## Экологияи распространение
В лиственных и смешанных лесах, часто — под берёзами, среди опада.
Сезон — август-октябрь.

## Сходные виды
- Lactarius vietus (Млечник блёклый) более крупный, с клейкой шляпкой, темнеющими при повреждении пластинками и сереющим на воздухе млечным соком.
- Lactarius mammosus (Млечник сосочковый) отличается более тёмной шляпкой с острым бугорком в центре.

## Синонимы

### Латинские синонимы
- Agaricus glyciosmus Fr. 1818basionym
- Galorrheus glyciosmus (Fr.) P. Kumm., 1871
- Lactifluus glyciosmus (Fr.) Kuntze, 1891

### Русские синонимы
- Груздь ароматный
- Млечник душистый
- Млечник кокосовый
- Млечник пахучий
- Солодчак

## Пищевые качества
Условно-съедобен. Используется в солёном виде и для придания аромата различным блюдам.